# وینا دلمار
وینا دلمار (انگلیسی: Viña Delmar؛ ۲۹ ژانویه ۱۹۰۳ – ۱۹ ژانویه ۱۹۹۰) یک فیلم‌نامه‌نویس و رمان‌نویس اهل ایالات متحده آمریکا بود.
وی نامزد دریافت جایزه اسکار بهترین فیلم‌نامه اقتباسی در سال ۱۹۳۷ برای فیلم حقیقت تلخ شده است.